# Elmer Niklander
Elmer Konstantin Niklander (ur. 19 stycznia 1890 w Hausjärvi, zm. 12 listopada 1942 w Helsinkach) – fiński lekkoatleta, specjalista rzutu dyskiem i pchnięcia kulą, czterokrotny medalista olimpijski.
Wystąpił na czterech igrzyskach olimpijskich. Na igrzyskach w 1908 w Londynie startował zarówno w pchnięciu kulą, jak i rzucie dyskiem, ale zajął miejsca poza pierwszą ósemką. Natomiast w rzucie dyskiem sposobem starożytnym zajął 9. miejsce. Na następnych igrzyskach olimpijskich w 1912 w Sztokholmie zdobył dwa medale: srebrny w rzucie dyskiem oburącz, a brązowy w pchnięciu kulą oburącz. W obu konkurencjach sumowano wyniki rzutów prawą i lewą ręką. W „jednoręcznych” rzucie dyskiem i pchnięciu kulą zajął 4. miejsca.
Najlepszy okres kariery lekkoatletycznej pochłonęła Niklanderowi I wojna światowa. Po jej zakończeniu wystąpił na igrzyskach olimpijskich w 1920 w Antwerpii, gdzie zwyciężył w rzucie dyskiem i zajął 2. miejsce w pchnięciu kulą. Startował również w rzucie 56-funtowym ciężarem, ale nie dostał się do finału. Na swych ostatnich igrzyskach olimpijskich w 1924 w Paryżu zajął 6. miejsce w pchnięciu kulą i 7. miejsce w rzucie dyskiem.
Oprócz wymienionych powyżej konkurencji Niklander startował także w rzucie młotem, rzucie oszczepem i rzucie oszczepem oburącz. Między 1909 a 1924 zdobył 44 razy mistrzostwo Finlandii, z czego połowę w konkurencjach oburęcznych. Był rekordzistą świata w rzucie dyskiem i rzucie dyskiem oburącz. Jego rekord życiowy w pchnięciu kula wynosił 14,86 m, a w rzucie dyskiem 47,18 m.
Nosił przydomek Oitin kanuunaksi – Armata z Oitti.